# Richard Denning
Richard Denning, pseudonimo di Louis Albert Heindrich Denninger Jr. (Poughkeepsie, 27 marzo 1914 – Escondido, 10 novembre 1998), è stato un attore statunitense.

## Biografia
All'età di 18 mesi Richard Denning lasciò la natia Poughkeepsie (New York) insieme con i genitori che si stabilirono a Los Angeles. Dopo aver frequentato il Woodbury Business College, si laureò in economia ma ben presto la vocazione artistica ebbe il sopravvento. Denning debuttò sugli schermi cinematografici nel 1937 e per alcuni anni lavorò intensamente interpretando brevi ruoli, spesso non accreditati, in film come I filibustieri (1938), La via dei giganti (1939), Giubbe rosse (1940), La vedova di West Point (1941), La chiave di vetro (1942).
Dopo aver prestato servizio nella Marina degli Stati Uniti durante la seconda guerra mondiale, terminato il conflitto Denning faticò a riprendere la propria carriera. Riprese con una certa regolarità le sue apparizioni sul grande schermo dall'inizio degli anni cinquanta, in film quali Non voglio perderti (1950), Okinawa (1952), L'angelo scarlatto (1952), Delitto alla televisione (1953), il western La battaglia di Fort River (1954).
Sempre nel 1954, Denning interpretò il ruolo di Mark Williams nel film Il mostro della laguna nera di Jack Arnold, un classico della fantascienza anni cinquanta prodotto dalla Universal Pictures, in cui una misteriosa creatura anfibia semina terrore e morte tra i componenti di una spedizione giunta a indagare presso il Rio delle Amazzoni. Il grande successo ottenuto dalla pellicola consentì a Denning di partecipare in qualità di protagonista ad altre produzioni di fantascienza nel corso del decennio, come Banditi atomici (1955), Il mostro del pianeta perduto (1956) e Lo scorpione nero (1957). Apparve inoltre nel sentimentale Un amore splendido (1957), accanto a Cary Grant e Deborah Kerr, e nella commedia La signora prende il volo (1957), con Lana Turner e Jeff Chandler, e durante la seconda metà del decennio raggiunse la definitiva affermazione anche sul piccolo schermo, interpretando il ruolo del medico Greg Graham nella serie televisiva The Flying Doctor, di cui girò 39 episodi nel corso del 1959.
Il successivo ruolo di Denning per il piccolo schermo fu quello del detective Michael Shayne nell'omonima serie televisiva, in onda per 32 episodi nel biennio 1960-1961, dopo la quale l'attore iniziò a rallentare sensibilmente l'attività. Nel 1963 apparve sul grande schermo nell'horror a episodi L'esperimento del dottor Zagros, dopodiché interpretò il ruolo di Steve Scott nella sitcom Karen, in onda per 27 episodi tra il 1964 e il 1965.
Intenzionato ad abbandonare le scene per stabilirsi con la famiglia nell'isola di Maui (Hawaii), Denning accettò il suo ultimo importante ruolo, quello del governatore Paul Jameson nella serie poliziesca Hawaii Squadra Cinque Zero, accanto a Jack Lord, serie che gli consentì di girare in loco proprio alle Hawaii e che lo impegnò costantemente durante tutti gli anni settanta, per un totale di 71 episodi girati fra il 1968 e il 1980.

## Vita privata
Richard Denning fu sposato dal 1942 con l'attrice Evelyn Ankers, interprete di film dell'orrore quali L'uomo lupo (1941). Il matrimonio durò fino alla scomparsa della Ankers, che morì di cancro nel 1985.
Risposatosi nel 1986 con Patricia Leffingwell, Richard Denning morì l'11 ottobre 1998, all'età di 84 anni, per un attacco cardiaco.

## Filmografia

### Cinema
- Hold 'Em Navy, regia di Kurt Neumann (1937)
- Non ho ucciso! (Night Club Scandal), regia di Ralph Murphy (1937) - scene cancellate
- Un mondo che sorge (Wells Fargo), regia di Frank Lloyd (1937)
- I filibustieri (The Buccaneer), regia di Cecil B. DeMille (1938)
- The Big Broadcast of 1938, regia di Mitchell Leisen (1938)
- Her Jungle Love, regia di George Archainbaud (1938)
- Ritmi a scuola (College Swing), regia di Raoul Walsh (1938)
- You and Me, regia di Fritz Lang (1938)
- The Texans, regia di James P. Hogan (1938)
- Give Me a Sailor, regia di Elliott Nugent (1938)
- Campus Confessions, regia di George Archainbaud (1938)
- King of Alcatraz, regia di Robert Florey (1938)
- Touchdown, Army, regia di Kurt Neumann (1938)
- The Arkansas Traveler, regia di Alfred Santell (1938)
- Illegal Traffic, regia di Louis King (1938)
- Say It in French, regia di Andrew L. Stone (1938)
- Ambush, regia di Kurt Neumann (1939)
- Persons in Hiding, regia di Louis King (1939)
- King of Chinatown, regia di Nick Grinde (1939)
- I'm from Missouri, regia di Theodore Reed (1939)
- Sudden Money, regia di Nick Grinde (1939)
- Hotel Imperial, regia di Robert Florey (1939)
- La via dei giganti (Union Pacific), regia di Cecil B. DeMille (1939)
- Some Like Hot, regia di George Archainbaud (1939)
- Undercover Doctor, regia di Louis King (1939)
- The Gracie Allen Murder Case, regia di Alfred E. Green (1939)
- Grand Jury Secrets, regia di James P. Hogan (1939)
- Million Dollar Legs, regia di Nick Grinde e, non accreditato, Edward Dmytryk (1939)
- The Star Maker, regia di Roy Del Ruth (1939)
- Television Spy, regia di Edward Dmytryk (1939)
- Passaggio conteso (Disputed Passage), regia di Frank Borzage (1939)
- Our Neighbors - The Carter, regia di Ralph Murphy (1939)
- L'ultimo pellirossa (Geronimo), regia di Paul Sloane (1939)
- The Night of Nights, regia di Lewis Milestone (1939)
- Emergency Squad, regia di Edward Dmytryk (1940)
- Parole Fixer, regia di Robert Florey (1940)
- The Farmer's Daughter, regia di James P. Hogan (1940)
- Seventeen, regia di Louis King (1940)
- Queen of the Mob, regia di James P. Hogan (1940)
- Those Were the Days!, regia di Theodore Reed (1940)
- Guanti d'oro (Golden Gloves), regia di Edward Dmytryk e Felix E. Feist (1940)
- Giubbe rosse (North West Mounted Police), regia di Cecil B. DeMille [1940)
- Love Thy Neighbor, regia di Mark Sandrich (1940)
- La famiglia Stoddard (Adam Had Four Sons), regia di Gregory Ratoff (1941)
- La vedova di West Point (West Point Widow), regia di Robert Siodmak (1941)
- Al di là dell'orizzonte (Beyond the Blue Horizon), regia di Alfred Santell (1942)
- La chiave di vetro (The Glass Key), regia di Stuart Heisler (1942)
- Quiet Please: Murder, regia di John Larkin (1942)
- Ice-Capades Revue, regia di Bernard Vorhaus (1942)
- Golden Gloves, regia di Harry Foster (1944) - cortometraggio
- Black Beauty, regia di Max Nosseck (1946)
- The Fabulous Suzanne, regia di Steve Sekely (1946)
- Seven Were Saved, regia di William H. Pine (1947)
- Caged Fury, regia di William Berke (1948)
- Lady at Midnight, regia di Sam Newfield (1948)
- L'isola sconosciuta (Unknown Island), regia di Jack Bernhard (1948)
- Disaster, regia di William H. Pine (1948)
- Non voglio perderti (No Man of Her Own), regia di Mitchell Leisen (1950)
- Harbor of Missing Men, regia di R.G. Springsteen (1950)
- Double Deal, regia di Abby Berlin (1950)
- Flame of Stamboul, regia di Ray Nazarro (1951)
- Insurance Investigator, regia di George Blair (1951)
- Secrets of Beauty, regia di Erle C. Kenton (1951)
- Vedovo cerca moglie (Week-End with Father), regia di Douglas Sirk (1951)
- Okinawa, regia di Leigh Jason (1952)
- L'angelo scarlatto (Scarlet Angel), regia di Sidney Salkow (1952)
- Il nodo del carnefice (Hangman's Knot), regia di Roy Huggins (1952)
- Il drago verde (Target Hong Kong), regia di Fred F. Sears (1953)
- Il 49º uomo (The 49th Man), regia di Fred F. Sears (1953)
- Delitto alla televisione (The Glass Web), regia di Jack Arnold (1953)
- Il tesoro del Rio delle Amazzoni (Jivaro), regia di Edward Ludwig (1954)
- La battaglia di Fort River (Battle of Rogue River), regia di William Castle (1954)
- Il mostro della laguna nera (Creature of the Black Lagoon), regia di Jack Arnold (1954)
- Obbiettivo Terra (Target Earth), regia di Sherman A. Rose (1954)
- Air Strike, regia di Cy Roth (1955)
- Il grande matador (The Magnificent Matador), regia di Budd Boetticher (1955)
- Banditi atomici (Creature with the Atom Brain), regia di Edward L. Cahn (1955)
- L'arma che conquistò il West (The Gun That Won the West), regia di William Castle (1955)
- La trama del delitto (The Crooked Web), regia di Nathan Juran (1955)
- Il mostro del pianeta perduto (Day the World Ended), regia di Roger Corman (1955)
- La pantera del West (The Oklahoma Woman), regia di Roger Corman (1956)
- Girls in Prison, regia di Edward L. Cahn (1956)
- Assignment Redhead, regia di Mclean Rogers (1956)
- Paradiso nudo (Naked Paradise), regia di Roger Corman (1957)
- The Buckskin Lady, regia di Carl K. Hittleman (1957)
- Un amore splendido (An Affair to Remember), regia di Leo McCarey (1957)
- Lo scorpione nero (The Black Scorpion), regia di Edward Ludwig (1957)
- La signora prende il volo (The Lady Takes a Flyer), regia di Jack Arnold (1958)
- Desert Hell, regia di Charles Marquis Warren (1958)
- No Greater Love (1960)
- L'esperimento del dottor Zagros (Twice-Told Tales), regia di Sidney Salkow (1963)
- Alice Through the Looking Glass, regia di Alan Handley (1966) - film tv
- Con sei ragazze a poppa si rizza la prua (I Sailed to Tahiti with an All Girl Crew), regia di Richard L. Bare (1968)
- The Asphalt Cowboy, regia di Cliff Bole (1980) - film tv

### Televisione
- The Bigelow Theatre - serie TV, 1 episodio (1951)
- Cavalcade of America - serie TV, 1 episodio (1952)
- Schlitz Playhouse of Stars - serie TV, 1 episodio (1954)
- Mr. & Mrs. North - serie TV, 56 episodi (1952-1954)
- TV Reader's Digest – serie TV, episodio 1x05 (1955)
- Cheyenne - serie TV, 1 episodio (1956)
- Celebrity Playhouse – serie TV, episodio 1x19 (1956)
- Crossroads – serie TV, episodi 1x11-1x25-2x04 (1955-1956)
- Lux Video Theatre - serie TV, 1 episodio (1957)
- The Ford Television Theatre - serie TV, 6 episodi (1953-1957)
- General Electric Theater - serie TV, 2 episodi (1957-1958)
- Studio One - serie TV, 1 episodio (1958)
- The Flying Doctor - serie TV, 39 episodi (1959)
- Michael Shayne - serie TV, 32 episodi (1960-1961)
- Going My Way – serie TV, episodio 1x17 (1963)
- Karen - serie TV, 27 episodi (1964-1965)
- Le spie (I Spy) - serie TV, 1 episodio (1968)
- Uno sceriffo a New York (McCloud) - serie TV, 1 episodio (1974)
- Hawaii Squadra Cinque Zero (Hawaii Five-O) - serie TV, 71 episodi (1968-1980)

## Doppiatori italiani
- Gualtiero De Angelis in Vedovo cerca moglie, L'angelo scarlatto, Delitto alla televisione, Lo scorpione nero, La signora prende il volo
- Emilio Cigoli in Non voglio perderti, Banditi atomici
- Nino Pavese in Il mostro della laguna nera
- Augusto Marcacci in L'arma che conquistò il West
- Pino Locchi in Il mostro del pianeta perduto
- Cesare Barbetti in Un amore splendido
- Luca Ward in La chiave di vetro (ridoppiaggio)